# Patrick Maccari
Patrick Maccari, né le 14 octobre 1951, est un kayakiste français.

## Biographie
Patrick Maccari remporte la médaille d'or en kayak monoplace par équipes aux Championnats du monde de slalom 1969 avec Claude Peschier et Alain Colombe. Il est 11e de l'épreuve de slalom en kayak monoplace aux Jeux olympiques d'été de 1972.